# Johann Herberger
Johann Heinrich Herberger (* 9. November 1919 in Wiesental, heute zu Waghäusel; † 13. Juni 2002 in Altbach) war ein deutscher Fußballspieler und -trainer. Als Spieler war Johann Herberger während der 1940er und 1950er Jahren bei diversen Vereinsmannschaften aktiv und wurde Deutscher Vizemeister. Als Trainer war er in New York für verschiedene amerikanische Auswahlmannschaften verantwortlich und trainierte 1964 die US-amerikanische Fußballnationalmannschaft. Er war ein Neffe des Reichs- und Bundestrainers Sepp Herberger.

## Herkunft
Johann Heinrich Herberger wurde als achtes Kind seiner Eltern Josef Herberger (1882–1953) und Emma Herberger (1892–1951) in Wiesental geboren. Herbergers Vater war als Fabrikarbeiter im nahe gelegenen Mannheim beschäftigt, seine Mutter arbeitete in der Zigarrenherstellung im lokalen Tabakgewerbe. Nach der Volksschule begann Herberger einen kaufmännischen Angestelltenberuf bei der deutschen Reichsbahn. Er war Neffe zweiten Grades von Reichs- und Bundestrainer Sepp Herberger. Sepp Herbergers Vater stammt aus Johann Herbergers Geburtsort. Aufgrund seiner verwandtschaftlichen Beziehung zum Reichs- und Bundestrainer wurde er selbst auch oft „Seppl“ genannt sowie in Anlehnung seiner markanten, roten Haare „Roter Herberger“.

## Spielerkarriere

### Karlsruher Anfangszeit
Herberger begann siebenjährig mit dem Fußballspielen. Beim FV 1912 Wiesental, dem in seinem Geburtsort ansässigen Fußballverein, durchlief er bis zum 16. Lebensjahr alle Altersklassen, gewann mit der A-Jugend die Kreismeisterschaft, ehe er 1936 von Phönix Karlsruhe verpflichtet wurde.
Seine erste Spielzeit im Seniorenbereich bestritt er in der zweitklassigen Bezirksliga, in die die Karlsruher zuvor abgestiegen waren; der Aufstieg in die Gauliga Baden, der seinerzeit höchsten deutschen Spielklasse, erfolgte nach nur einjähriger Abstinenz 1937. Im Herbst 1937 absolvierte er mit 17 Jahren drei Gastspiele für den VfL Neckarau in der Gauliga Baden, wo er als „Mittelstürmer […] bei zunehmender Spieldauer mehr und mehr abfiel“. Zu Ostern 1938 unternahm Herberger mit Phönix Karlsruhe eine Gastspielreise nach Sachsen (0:2 gegen Guts Muts Dresden, 0:4 gegen Planitzer SC und 4:7 gegen Chemnitzer BC). 1938 nahm nun auch Herberger erstmals am deutschen Pokal teil, in dem Karlsruhe gegen den VfB Stuttgart auf dessen Platz auf dem Wasen früh ausschied (1:7).
Herberger etablierte sich 1938 zum Stammspieler der Blau-Schwarzen: Als „rechter Verteidiger wurde Herberger eingesetzt. Diese Maßnahme hat sich bewährt, denn Herberger war seiner Aufgabe gewachsen und hat durch seinen Einsatz viel zum Sieg beigetragen“. Die letzte Vorkriegssaison endete für die Karlsruher mit einer Bilanz von 5 Siegen, 5 Remis und 8 Niederlagen auf dem siebten Tabellenplatz. Im Juni 1939 gastierte Lazio Rom bei Phönix (0:2): „In der Verteidigung ragte Herberger hervor“, schrieb die Badische Presse zum Spiel, trotz seines „Fehlschlags“, der zum 0:2 führte.

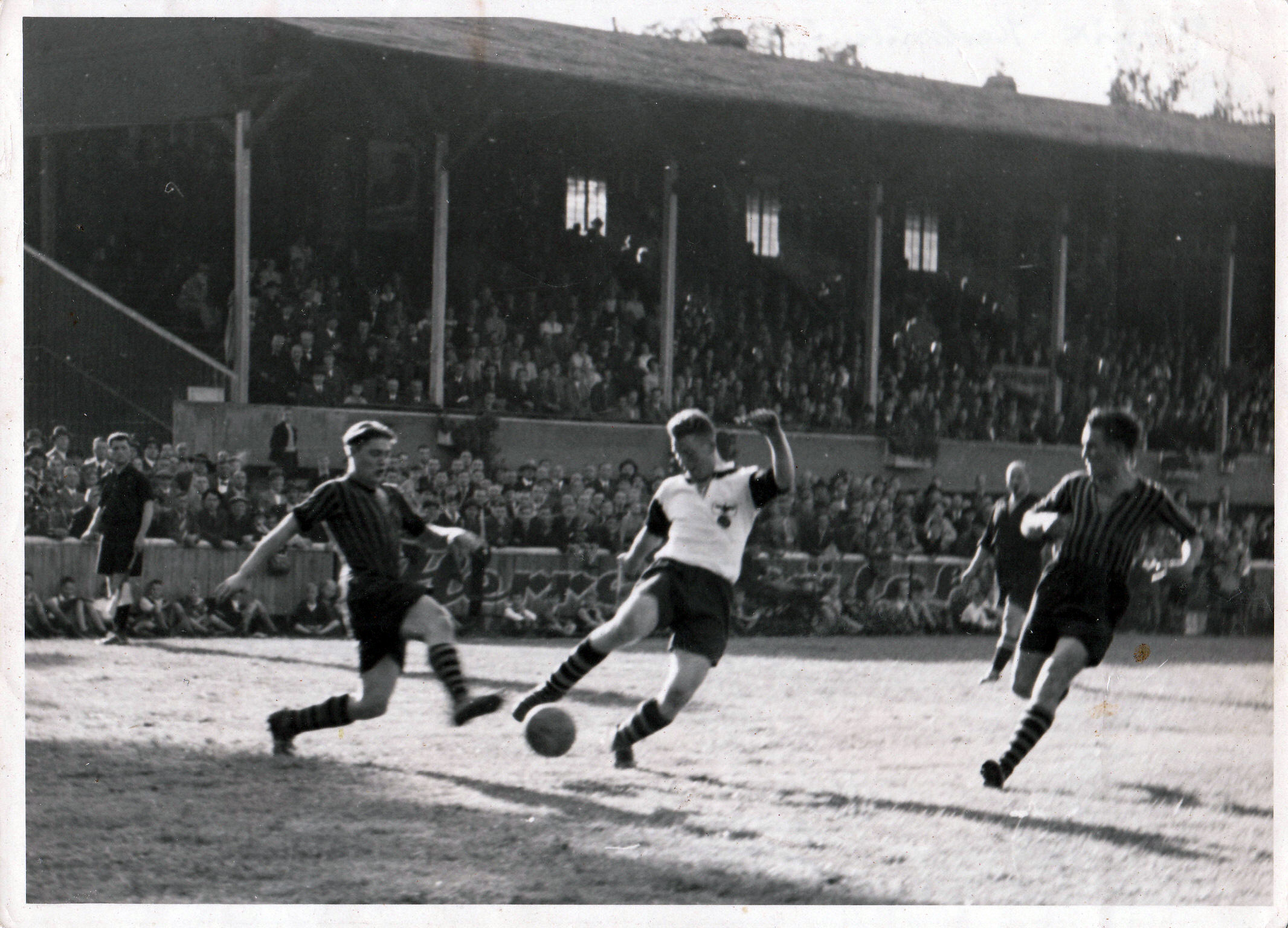
Herberger als Spieler bei Phönix Karlsruhe (1938).

Nach dem Kriegsausbruch im September 1939 blieb Herberger zunächst in Karlsruhe, wo er mit seinem Verein zu den hiesigen Stadtmeisterschaften antrat und diese am 15. Oktober im Finale gegen Südstern Karlsruhe vor nur 300 Zuschauern im heimischen Stadion mit 5:3 gewann. 10 Tage später wurde Herberger als Soldat registriert und in ein Bau-Bataillon eingezogen. „Der Kriegsausbruch hat uns, wie wohl selten einen Verein sozusagen das gesamte Spielermaterial unserer ersten Mannschaft genommen. Der Umstand, dass dieser oder jener der Soldaten (vor allem […] der stets mit vollem Einsatz kämpfende Johann Herberger […] ) uns ab und zu zur Verfügung stehen, hat dazu beigetragen, bis jetzt zufriedenstellende Resultate zu erzielen, und wollen wir hoffen, dass auch für die Folge uns ein gewisser Spielerstamm noch bleibt“, klagte Professor Karl Wegele, Vorsitzender des Karlsruher Traditionsvereins und früherer Nationalspieler über die Umstände nach dem Kriegsausbruch. Am 19. November begann schließlich erst mit Verzögerung die aufgrund verkehrstechnischer Herausforderungen auf fünf regionale Staffeln verteilte Gauligameisterschaft in Baden. Am 25. November trat Herberger als Spieler bei Phönix wieder in Erscheinung (beim 2:3 gegen den Karlsruher FV).
Schon bald drängten die Probleme um den Einsatz der knappen und in anderen Regionen abkommandierten Spieler nach einer Flexibilisierung des Spielrechts. Die Antwort darauf war ein pragmatisches Gastspielrecht, dass jedem Soldaten erlaubte, für die hiesigen Vereine zu spielen, ohne seinen Stammverein formell verlassen zu müssen. Aufgrund der häufig wechselnden Stationierungen Herbergers, war er fortan bis zum Ende des Krieges für verschiedene Vereine aktiv.

### Gastspieler in Hessen: Frankfurt, Kassel und Anspach
Im Dezember 1939 und am 7. Januar 1940 bestritt Herberger vier Punktspiele, in denen ihm ein Tor gelang, für die in der Sportbereichsklasse Südwest, Staffel Mainhessen, spielende Frankfurter Eintracht. Nach Herbergers ersten, enttäuschenden Pflichtspieldebüt gegen Union Niederrad (1:1) urteilte das Sportmagazin „Kicker“ am 12. Dezember 1939 kritisch: „Die neuen Leute der Eintracht: Herberger (ein Neffe des Reichstrainers) und der Warnsdorfer Wiese haben in der ungewohnten Umgebung noch nicht Tritt gefaßt“. Johann Herberger konnte im Spitzenspiel gegen die Kickers Offenbach trotz einer Leistungssteigerung nicht verhindern, dass „bereits im zweiten Punktspiel die Vorentscheidung im Meisterschaftsrennen“ zuungunsten der Eintracht fiel. Offenbach führte in der entscheidenden Partie mit 1:0. Die „Eintracht [kam] für eine Viertelstunde ins Spiel und da hatte eben Glück, einen Kopfball Herbergers aus dem leeren Tor köpfen zu können“. Nach einer umstrittenen Szene („Herberger brach durch, wurde ,gelegt‘, der Elfmeter blieb aus“) traf Offenbach zum 2:0 und 3:0. „Kurz vor der Pause wurde Herberger unsportlich behandelt. Es gab einen Elfmeter, den Herberger prompt selbst verwandelte“. Der Kicker urteilte über den jungen Badener: „Herberger, diesmal sich schon geschickter ins Eintracht-Ganze einfügend“. Die Eintracht verlor jedoch mit 1:4 vor 3.000 Zuschauern, vergab die Meisterschaft im Gau und damit die Teilnahme an der deutschen Meisterschaftsendrunde.
Beim 1:0-Sieg gegen Stadtrivalen FSV Frankfurt, am ersten Weihnachtsfeiertag des Jahres 1939, war Herberger „im Sturm […] abermals stärker und schußfroher, ein blendender Wühler“.
Nur fünf Tage nach Herbergers letzten Einsatz im Eintracht-Trikot kehrte Herberger bereits wieder zurück zu Phönix Karlsruhe, das sich in der Bereichsklasse Gruppe Mittelbaden auf dem vierten von sechs Plätzen befand. Im Spiel gegen Mühlburg, bei dem Herberger wieder mitwirkte, erreichten die „Schwarz-Blauen“ ein 2:2. Phönix Karlsruhe „verstand es […] endlich einmal, einen errungenen Vorsprung bis zum Ende zu verteidigen, denn nur auf Grund der […] Phönixabwehr in der zweiten Spielhälfte, unter Einschaltung der gesamten Läuferreihe und des Sturmführers Herberger vermochte Mühlburg keinen weiteren Treffer anzubringen“.
Im Februar 1940 schloss sich Herberger dem hessischen Gauligameister CSC 03 Kassel in der Sportbereichsklasse Hessen an. Nachdem in der Vorsaison die hessische Gaumeisterschaft zum letzten Mal eingleisig ausgespielt wurde, kam es auch in diesem Gau zu einer Spaltung in eine Nord- und Südgruppe mit jeweils sechs Mannschaften. In der Nordgruppe gelang Herbergers „Rothosen“ souverän und ungeschlagen die Meisterschaft vor dem SV 06 Kassel-Rothenditmold. Die Entscheidungsspiele um die Gauligameisterschaft Hessen konnte Kassel gegen den Meister der Südgruppe, dem 1. FC Hanau 93, für sich entscheiden. Für Kassel absolvierte Herberger von April bis Juni 1940 alle sechs Endrundenspiele in der darauffolgenden Endrunde um die deutsche Fußballmeisterschaft. Dort erreichten die Hessen jedoch nur den vierten und damit letzten Platz in der Gruppenphase hinter dem FC Schalke 04, der Düsseldorfer Fortuna und dem Mülheimer SV 06.
Zwei Monate nach dem letzten Vorrundenspiel für den CSC Kassel war Herberger im August 1940 zurück bei Phönix Karlsruhe und spielte in der ersten Runde des Tschammer-Pokals gegen den FSV Frankfurt (4:2). Nach zwei Spielen für Phönix bestritt Herberger als Gastspieler an der Seite von Ludwig Siffling ein Pflichtspiel für den SV Waldhof Mannheim (0:3 gegen VfR Mannheim). „Wohl führte sich Herberger durch einige wohlberechnete Kopfbälle gut ein und war auch sonst als Brecher und Draufgänger im Angriff wertvoll. Trotzdem vermochte es der neue Mann in der Sturmführung nicht, den Waldhofsturm zu einem flotten, raumgreifenden Angriffsspiel mitzureißen“. Mit seinem Stammverein Phönix Karlsruhe kam Herberger kurioserweise im Gegenzug zwei Wochen später, am 15. September 1940, in Karlsruhe für Phönix zum Einsatz gegen die Mannheimer und wurde nach 60 Spielminuten vom Platz gestellt. „Die Waldhöfer waren von Beginn an die technisch überlegene Mannschaft“ und gewannen das Spiel mit 6:0 vor 1.500 Zuschauern.
Im Jahr 1940 bestritt er außerdem einige Gastspiele für die Fußballabteilung der TV 1862 Anspach, als er durch ein Urlaubsangebot für Soldaten kurzzeitig in das Dorf kam. Da es ihm in jener Zeit verboten war, als Soldat den Ort zu verlassen, nahm er unter falschen Namen („Henrici“) an Auswärtsspielen des Verein u. a. in Kirdorf teil.

### Meisterschaftsdritter mit Blau-Weiß Berlin
Nach erneutem Urlaub und Pflichtspieleinsatz in Karlsruhe wurde Herberger im Januar 1941 nach Berlin versetzt. Im April 1942 war er als Obergefreiter der Stabsbatterie der Flak-Lehr- und Versuchsabteilung der Flakartillerieschule III in Berlin-Heiligensee zugeordnet. Die Schule bildete hier Soldaten für den Funkmessdienst der Flakwaffe aus. Ab 1941 war er in der Gauliga Berlin-Brandenburg für Blau-Weiß 90 Berlin tätig, wurde mit dem Verein zunächst Gauligameister und setzte sich damit gegen die Lokalrivalen Hertha BSC und Tennis Borussia Berlin durch. Zum ersten Spiel Herbergers meldete die Berliner Fußball Woche: „Fußballfamilie Herberger! Da spielte gestern für Blau-Weiß das Gastmitglied Herberger halblinks – nicht etwa der Reichstrainer persönlich, sondern sein Neffe, der auf gleichen Namen (also Herberger) hört. […] Er ist ein kräftiger, gut gewachsener junger Mann […] scheint aber mehr Läufer oder Verteidiger“. Die Zeitschrift „Fußball-Woche“ bildet Herberger am 12. August 1941 auf dem Cover mit folgender Bildunterschrift ab: „Ganz im Gegensatz zu seinem berühmteren Onkel […] ist der Blau-Weiß-Herberger ein recht umständlicher Spieler. Aber ein guter Fußballer, der mitunter überraschend starke Momente hat. So erzielte er im Pokalspiel gegen TeBe (3:2 für Blau-Weiß) mit einem unwahrscheinlich schönen Schuß das erste Tor für seine Mannschaft“.
Teilnahmeberechtigt für die Endrunde der deutschen Meisterschaft 1942, traf Herberger mit den „Blau-Weißen“ zunächst auf den LSV Pütnitz, einen erst 1936 gegründeten Luftwaffensportverein des Fliegerhorsts Pütnitz bei Damgarten. Gegen den Pommernmeister gewannen die Berliner souverän mit 3:1, im anschließenden Achtelfinale gegen den Gaumeister Mitte SV Dessau 05 mit 3:0. Im Viertelfinale setzte er sich mit den Berlinern mit 2:1 gegen den VfB Königsberg, dem Serienmeister der Sportbereichsklasse Ostpreußen, durch. In den Reihen der Königsberger spielte mit Theo Sommerlatt ein weiterer Stammspieler des FC Phönix Karlsruhe, dem Herberger besondere Beachtung schenkte: „Besonders Herberger betreute Sommerlatt sehr aufmerksam und ließ dem kleinen Mittelstürmer der Gäste keinen Spielraum […] Sommerlatt konnte mit dem körperlich weit überlegenen Herberger nicht viel ausrichten“.
Im Halbfinale unterlag Blau-Weiß Berlin Vienna Wien schließlich mit 2:3 vor 80.000 Zuschauern im Berliner Olympiastadion. Mit dem 4:0-Sieg gegen Kickers Offenbach, bei dem Herberger den Führungstreffer in der 18. Minute erzielte, wurde er Dritter der Meisterschaft.
Blau-Weiß Berlin reiste nach der Endrunde in die Mittelslowakei nach Baťovany und gewann am 26. Juli 1942 vor rund 5.000 Zuschauern ein Freundschaftsspiel gegen SK Baťovany (3:1). Das Tor für die Slowaken erzielte Anton Beles (1920–1992), der auch vier Monate später mit der Slowakei gegen die deutsche Nationalmannschaft, bei deren letztem Länderspiel vor Niederlegung des Spielbetriebs, antrat. Knapp 40 Spiele bestritt Herberger für Berlin.
Im September 1941 wirkte Herberger als Nebendarsteller während der Dreharbeiten zu dem am 10. Juli 1942 in den Berliner Kinos Capitol am Zoo uraufgeführten Film „Das große Spiel“ mit. Der Spielfilm „Das große Spiel“ war eine Auftragsarbeit des NS-Regimes, die kurz vor Beginn des Russland-Feldzuges erteilt wurde und diente der Ablenkung vom Kriegsgeschehen. Johann Herberger ist im Endspiel des Filmes zu sehen, wo er u. a. den Anstoß ausführt sowie das zweite Tor erzielt. Als Spielführer des fiktiven „FC Nord“, dem Gegner von „Wupperbrück“, eines fiktiven Ruhrpottvereins, der am FC Schalke 04 angelehnt ist, tritt er im Film gegen den Helden Werner Fehling René Deltgen an. Neben Johann Herberger wirkten von Blau-Weiß Berlin auch die Akteure Gerd Graf, Hoffmann und Seibert mit. Knapp 20 Spieler ließ Sepp Herberger, der den Regisseur beriet, „für diesen Sondereinsatz vom Militär“ beurlauben.
In der Gauliga Baden, die in der Saison 1942/43 wieder einklassig ausgespielt wurde, stand Herberger am 18. Oktober 1942 gegen den FC Rastatt 04 sowie im übernächsten Punktspiel gegen den Freiburger FC am 1. November als Mittelläufer der Karlsruher auf dem Platz.

### Rote Jäger
1942/43 bestritt er einige Freundschaftsspiele für die Roten Jäger, einer von Luftwaffenoffizier Hermann Graf während des Zweiten Weltkriegs gegründeten Militärmannschaft. Am 28. Januar 1943 trat Herberger in Grafs Team (nominell als Auswahl des 5. Regiments der Flak) im Stadion Marassi in Genua gegen eine italienische Küstenschutzelf an. Das deutsche Team bestand vorwiegend aus deutschen Gauligaspielern, die als Luftwaffensoldaten dem hiesigen Bataillon zugeordnet waren (u. a. Heinrich Nehlsen aus Dessau und Georg Bayer aus München). Die Spieler der italienischen Elf – u. a. die Nationalspieler Vittorio Sardelli und Sergio Marchi – stammten mehrheitlich von den Vereinen CFC Genua und AC Liguria.

### Deutscher Vizemeister mit dem FV Saarbrücken
Im Herbst 1942 wechselte Herberger zum FV Saarbrücken. In der Gauliga Westmark gehörten insbesondere der 1. FC Kaiserslautern, Borussia Neunkirchen und der FV Metz zu den größten Konkurrenten der Saarländer. Bereits am 22. November 1942 spielte er repräsentativ für das Gau Westmark gegen die Pariser Soldatenelf (3:3) und verletzte sich dabei leicht.
Der Saisonstart in Saarbrücken verlief für Herberger ambivalent: Nach einem 1:1 zuhause gegen Borussia Neunkirchen, gewann TuRa Ludwigshafen mit 4:0 gegen Saarbrücken. Danach verloren die Saarbrücker – „äußerst glücklich ergänzt […] durch eine Reihe hervorragender Gastspieler, von denen der Karlsruher Herberger in erster Linie genannt werden soll“ – jedoch nur noch einmal (im Januar 1943 gegen Kaiserslautern). Nach 18 Spielen, 47:22 Toren und 29:7 Punkten wurden die Saarländer Meister der Gauliga und qualifizierten sich für die Meisterschaftsendrunde. Den FV Metz verwiesen sie dabei mit nur einem Punkt Rückstand auf den zweiten Platz der Gauligatabelle. Die „hochkarätige[n]“ Karlsruher (FC Phönix) Stammspieler Herberger, Binkert und Baier waren dabei das Erfolgspotential der Mannschaft, denn sie konnten kontinuierlich eingesetzt werden. „Die Saarländer hatten einen unbestreitbaren Vorteil gegenüber anderen Mannschaften: Wie durch ein Wunder schaffen sie es regelmäßig eine eingespielte Stammelf um den Nationalspieler Wilhelm Sold aufzustellen, die durch einige hochkarätige Gastspieler verstärkt wird“.
Der Sportmagazin Kicker urteilte über Herberger „23 Jahre alt, Gastspieler von Phoenix Karlsruhe, danach Blau-Weiß Berlin. Ein ungemein wirksamer Spieler. Rechter Läufer“
Im Heimaturlaub spielte Herberger am 23. April 1943 in Karlsruhe für die Landesauswahl Baden gegen Württemberg (0:3).
Nachdem Gastspieler Herberger mit den Saarländern im Achtelfinale den SV Victoria Köln, den Meister des Gaues Köln-Aachen, ausschalten konnte, setzte sich Herbergers Mannschaft im Viertelfinale knapp gegen den VfR Mannheim (3:2) durch. Nachdem die Mannheimer in Führung gingen, kam die Saarbrücker „Läuferreihe […] besser ins Spiel und eine weite Vorlage Herbergers setzte Dorn ins Tor“. Der anschließende Halbfinalsieg gegen First Vienna Wien (2:1) brachte Herberger erstmals in das Finale um die deutsche Meisterschaft. Während des Endspielaufenthalts logierte die Saarbrücker Mannschaft im Hotel „Russischer Hof“ am Bahnhof Friedrichstraße. Herbergers Ex-Verein, Blau-Weiß Berlin, stellte den Saarbrückern seine Anlagen in Mariendorf als Trainings- und Standquartier zur Verfügung. Das Finale am 27. Juni 1943 im Berliner Olympiastadion fand gegen den Dresdner Sportclub statt, dem Meister der Sportbereichsklasse Sachsen. Dort musste sich Herberger gegen den „klüger und technisch reifer spielende[n]“ Dresdner SC mit 0:3 im Berliner Olympiastadion geschlagen geben. Herberger gelang zwar noch ein „mordsmäßige[r] Lattenschuss […] den Willibald Kreß kaum fliegen sah“, jedoch wurden die Dresdner nach der Verletzung des Verteidigers Karl Decker schnell spielbestimmend.

### Meisterschaftsdritter mit dem 1. FC Nürnberg
Im Sommer 1943 schloss sich Herberger nach erneuter Versetzung dem fränkischen Traditionsverein 1. FC Nürnberg an. Zuvor wurde er zur 8. Batterie schwere Flak-Abteilung 522 zugeordnet. Die 5. bis 8. Batterie der Abteilung wurde 1943 neu aufgestellt. Seit dem Jahr 1943 fungierte die Abteilung als Flakuntergruppe Platnersberg in Nürnberg.
Das Pokalendspiel im Sportgau Franken war eines von Herbergers ersten Pflichtspielen (8. August 1943). Vor 6.000 Zuschauern gewann der Club dort im 141. Frankenderby gegen die Spielvereinigung Fürth mit 7:0. Den Torregen eröffnete Herberger mit einem 1:0 in der 43. Minute, worauf vier Treffer seines Mannschaftskollegen Max Morlock folgten. Im Achtelfinale des deutschen Pokals gewannen die Nürnberger nach einer dreieinhalbtägigen Anreise mit 5:1 beim MSV Brünn schieden jedoch im Oktober 1943 gegen Vienna Wien aus.
Im Oktober bis Dezember 1943 war Herberger wie bereits ein Jahr zuvor auf Urlaub in Karlsruhe. Am 31. Oktober 1943 trat er für seinen Stammverein an, der nunmehr als „Kriegsspielgemeinschaft Phönix/Germania Karlsruhe“ (kurz KSG) firmierte, einer Spielgemeinschaft zwischen FC Phönix und Germania Durlach (1:3 gegen Karlsruher FV). Am 9. Dezember reichte es zum 1:1 gegen den FV Daxlanden.
Zurück in Nürnberg, traf Herberger als Teil der Stadtauswahl „Nürnberg/Fürth“ am 22. Februar 1944 auf die Stuttgarter Auswahl.
„Eine starke Läuferreihe entschied das Spiel. Alle überragte der knochige Herberger. Überall tauchte er auf, wuchtete die Bälle weg und wusste auch – wohin. Er musste für die zwei oft aus dem Gleichgewicht geratenen Verteidiger mitschuften, aber er brachte die Stuttgarter Angriffe dennoch zum Stehen. Wo der Ball war, war Herberger, und wo Herberger war, kam der Ball hin.“
In der Gaumeisterschaft war der „Club“ trotz kriegsbedingter Schwierigkeiten noch das Maß aller Dinge. Die Nürnberger gewannen souverän die Gaumeisterschaft Süd-Bayern mit 28:8 Punkten. Am Karfreitag 1944 gastierten die Roten Jäger mit Fritz Walter in Nürnberg. Gegen den überlegenen Sturm der Militärmannschaft fand „die generische Abwehr mit Billmann, Herberger, Wintjes, Herder und Walz“ kein Rezept (0:7).
Während der letzten Kriegsmeisterschaft herrschte verstärkter Aktiven- und Geldmangel (Soldaten waren frei von einer Beitragspflicht). Alliierte Bombardierungen nahmen zu, Sportmagazine wurden aufgrund von Papiermangel stetig dünner und viele Vereine mussten den Spielbetrieb einstellen. Innerhalb der Mannschaften entstanden „kuriose […] Altersdifferenzen von teilweise über dreißig Jahren“. Zunehmend traten Militärvereine in Erscheinung. Unter den 31 qualifizierten Mannschaften für die Meisterschaftsendrunde befanden sich sieben Soldatenmannschaften und Kriegsgemeinschaften. Auch Herbergers Nürnberger trafen im ersten Qualifikationsspiel gegen eine solche: Die Nürnberger spielten gegen die Nationalsozialistische Turngemeinde Brüx aus der Gauliga Sudeten (8:0). Mit dem „Club“ konnte Herberger zusammen mit Nationalspieler Max Morlock nach Siegen über den VfR Mannheim (3:2) und der KSG FV/Altenkessel Saarbrücken (5:1) das Halbfinale der deutschen Meisterschaft erreichen. Bereits beim Spiel gegen Mannheim sind Teile der Nürnberger Altstadt zerstört. In Saarbrücken gab es für Herberger ein Wiedersehen mit seinen Mitspielern des Vorjahres. Die Saarbrücker wurden durch die frühe Verletzung des Spielers Biewer geschwächt und kamen nicht in das Spiel.
Gegen den Titelverteidiger Dresdner SC wurde Herberger jedoch wie im Vorjahr gestoppt. „Wie der DSC den meist angreifenden 1. FCN schlug, war ein Schulbeispiel für den Sieg mit sorgfältig gesicherter Abwehr“. Der Titelverteidiger bekam vor dem Spiel noch unerwartete Verstärkung durch Nationalspieler Walter Dzur und Fritz Machate. Ohnehin hatten die Sachsen ihre Mannschaft, die 1940 und 1941 den Pokal und 1943 die deutsche Meisterschaft gewonnen hatte, nahezu vollständig zusammenhalten können. Gleich sieben Nationalspieler waren zu dieser Zeit beim DSC aktiv. Im Halbfinale in Erfurt gingen die Dresdner vor 30.000 Zuschauern als klarer Favorit in die Partie. Erwartungsgemäß gingen die Dresdner früh mit 2:0 in Führung. Eine Minute vor Pausenpfiff gelang Hettner mit einem Elfmeter der Anschluss. „Dann drängten nur noch die Nürnberger. Der Ausgleich lag in der Luft, wollte aber nicht fallen“. Das Spiel schien bis zu einem Zusammenprall von Nürnbergs Billmann mit Machate noch offen. Helmut Schön verwandelte den anschließenden Elfmeter und entschied das Spiel. Die Sachsen gewannen schließlich auch durch die taktische Meisterleistung von Trainer Köhler mit 3:1. Das Spiel um Platz 3 der deutschen Meisterschaft gegen HSV Groß Born fiel aus, da Born auf das Spiel verzichtete (der 1. FC Nürnberg wurde so kampflos Dritter der Meisterschaft). Die Angst vor Bombenangriffen war ständiger Begleiter der Bevölkerung Nürnbergs. Herbergers Mitspieler Billmann erinnert sich: „Während der Spiele hatten wir immer Angst, dass Flugzeuge kommen und ihre Bomben abwerfen könnten“. Am 8. Februar 1945 starb Herbergers Frau Lina im Alter von 29 Jahren in Nordrach.

### Haltung in der Diktatur
Herbergers weltanschauliche Position während der NS-Diktatur ist nicht explizit überliefert. In Jürgen Leinemnanns Sepp Herberger-Biographie, gibt Johann Herberger alleine über seinen „Onkel“ an, dass dieser nie glaubte, dass der Krieg „von den Deutschen gewonnen werden könnte […] von der ersten Minute an nicht“. Herberger war jedoch als prominenter Fußballspieler Teil eines Gesellschaftsbereichs der alleine aufgrund seines Stellenwerts unweigerlich auch zur „Ablenkung von der gesellschaftlichen und politischen Realität“ beitrug. Aktiv stellte er sich in den Dienst einer solchen Ablenkung – ob nun bewusst, unbewusst oder nur aus opportunistischen Zügen heraus, um dem Militäreinsatz zu entgehen – als er an den Dreharbeiten des Films „Das große Spiel“ teilnahm. Die Rolle der NS-Politik im Vereinsfußball relativiert Herbergers Mitspieler aus Nürnberger Tagen, Willi Billmann („unser Vereinsvorsitzender Müller war Parteimitglied, Streichers Adjutant König und Oberführer Wurzbacher fuhren zu unseren Spielen mit, und der Zimmermann von der Ortskrankenkasse hat bei uns nach dem Training politische Schulungen abgehalten. Das war aber alles“,) reiht sich damit aber in die Riege der Fußballer wie Helmut Schön und Fritz Walter ein, die von Sporthistorikern repräsentativ für die verbreitete unreflektierte und naive Geisteshaltung von Fußballspielern kritisiert werden. Analog lässt sich auch bei Herberger annehmen, dass dieser ungerührt von der Diktatur sich auf den Alltag konzentrierte, „der in der Regel aus den Fixpunkten Sport, Familie“ bestand und die NS-Politik als akzeptierte Realität hinnahm, zumal er seit seinem 13. Lebensjahr im NS-Staat aufgewachsen war. Beklagter in einem Entnazifizierungsverfahren ist Herberger nicht gewesen.

### Zur Stunde Null bei den Münchner Bayern
Laut Liste der Rückkehrer nach Ende des Zweiten Weltkrieges meldete sich Herberger am 8. August 1945 wieder als wohnhaft in Wiesental. Laut den Meldekarteien Kirrlach und Waghäusel meldete sich Johann Herberger drei Monate später am 19. November 1945 aus Wiesental nach München ab, wo er beim FC Bayern München anheuerte. Im Süden Deutschlands organisierte sich die Fußball-Gemeinde schnell und mit der Oberliga Süd entstand die erste erstklassige Fußballliga Deutschlands.
Der erste Spieltag der neu gegründeten Oberliga Süd wurde auf den 4. November 1945 notiert. Mit den meisten Zuschauern des ersten Nachkriegsspieltages konnte Fürth aufwarten, wo Herberger mit dem FC Bayern München sein erstes Nachkriegspflichtspiel absolvierte und mit 1:2 knapp unterlag. Der FC Bayern München gehörte zu den „am besten verpflegten Mannschaften im Süden“, wie sich Herbergers Mitspieler Herbert Moll erinnerte. Einige Bäcker und Metzger wirkten als Mäzene, Club-Vorstand Heilmannseder war ein Gastwirt. Am 7. Spieltag gewann Johann Herberger mit dem FC Bayern mit 5:3 gegen seinen Ex-Verein Phönix Karlsruhe. Am 10. Spieltag (6. Januar 1946) trennten sich der Karlsruher FV und der FC Bayern München mit 1:1. Bei den „Bayern“ verletzte sich Herberger, sodass er in den kommenden beiden Monaten ausfiel.

### Zurück in Karlsruhe und Saarbrücken
Im Februar des Jahres 1946 verließ er den FC Bayern München nach nur zehn Punktspielen bereits wieder und kehrte in seine badische Heimat zurück. Am 4. Februar 1946 meldete er sich aus München wieder in Wiesental an. Am 27. Februar heiratete Herberger in Kirrlach zum zweiten Mal.
Auch in der Aufbauphase des Fußballs hatte Johann Herberger häufiger Kontakt zu seinem „Onkel“ Sepp Herberger. Neben dem FSV und der Frankfurter Eintracht, die Sepp Herberger damals beriet, fuhr er mit Johann Herberger, auf dessen Motorrad, einer 350er NSU, aufs Land nach Öhringen, um dort einen Verein zu trainieren. Dessen Präsident betrieb eine Metzgerei sowie ein Restaurant und versorgte die beiden mit – in der Nachkriegszeit sehr begehrten – frischen Lebensmitteln. In den Aufstiegsspielen trainierte Sepp Herberger damals die TSG Öhringen. Die Öhringer stiegen 1947 in die württembergische Landesliga auf, in die zweithöchste Spielklasse.
Im Januar 1946, als Herberger nochmals für kurze Zeit bei seinem langjährigen Verein Phönix Karlsruhe aushalf, vermittelte er eine Reihe von Spielern an den Verein. Mit seinem Mitspieler Hans Gizzi, der im Fuhrpark der in Durlach stationierten US-Armee angestellt war, holte er aussichtsreiche Talente aus der Umgebung zu Trainingseinheiten ab (u. a. Phönix-Torwart Herbert Jene). Herberger galt in der Aufbauphase als „Hans Dampf in allen Gassen. […] Nirgendwo gab es Benzin, Herberger hatte immer genug für sein Fahrzeug […], Gar manchen Omnibus einer Oberligaelf hat er mit Sprit versorgt, damit die Meisterschaftsspiele pünktlich abgewickelt werden konnten“. Um mit seinem Auto in der durch Kontrollen, Sperren, Ausgangsverboten geprägt Nachkriegs-Infrastruktur zügig voranzukommen, versah er sein Auto mit dem Schild „Probefahrt“. In seinem Fahrzeug lagerte der Nichtraucher Herberger ganze Batterien von Rauchwaren und Zigaretten, der ersten „Nachkriegswährung“.
Nach einer Meniskusverletzung schied Herberger ab April 1946 für ein halbes Jahr aus. Im Oktober 1946 versuchte er bei seinem Ex-Verein FV Saarbrücken – nun 1. FC Saarbrücken – Fuß zu fassen und absolvierte dort u. a. zwei Ligaspiele. Vermutlich spielte auch die bessere Ernährungssituation in Saarbrücken eine Rolle für Herbergers Engagement (sog. „Kartoffel-“ oder „Kalorienspiele“, bei denen attraktive Gastmannschaften mit Naturalien bezahlt wurden).
Herberger kehrte bereits zum 1. Dezember 1946 in die badische Residenzstadt zurück, wechselte jedoch diesmal zum Karlsruher FV (KFV), wo er wieder in der Oberliga Süd aktiv wurde. Unter dem Trainer und Altnationalspieler Max Breunig spielte er hier mit dem späteren Nationalspieler Kurt Ehrmann und dem Ex-Nürnberger Albert Janda. „In Punkto Ernährung war der KFV im Vergleich zu den bayrischen und württembergischen Vereinen so stark im Nachteil, dass man heute getrost behaupten kann, dass das Ernährungsproblem einen Hauptgrund des späteren Abstiegs bildete. So musste z. B. die Mannschaft gegen 1860 München eine katastrophale Niederlage einstecken, nachdem sie bei großer Kälte und ohne Essen und Schlaf die ganze Nacht mit dem Omnibus unterwegs war“. Nach dem zunächst schlechten Abschneiden des KFV in der Oberliga Süd, konnte sich Herberger sowie die restliche Mannschaft im Laufe der Saison steigern. „Die Karlsruher übertrafen ihren Gegner an mannschaftlicher Geschlossenheit. Die Unterlegenen zeigten ruhigeres, fließenderes Zusammenspiel […] Die Ursache? Das Gegenexempel: KFV war außerordentlich stark gerade auf den Schlüssel Positionen, hier stand der überragende Spieler des Tages: der robuste, umsichtige, technisch gewandte Herberger als das Modell eines modernen Außenläufers.“ Doch nach einer Niederlage gegen den VfR Mannheim konnten sich die Karlsruher nicht mehr retten: „Die Unsicherheit der Hintermannschaft, die sich selbst auf den sonst so umsichtigen Herberger auswirkt, war in erster Linie schuld an der Niederlage der Karlsruher“. Für den Karlsruher FV absolvierte er bis Ende der Saison 1946/47 28 Punktspiele. Im letzten Spiel der Saison stand Herberger mit dem KFV seinem zukünftigen Verein, dem VfB Stuttgart gegenüber, dem er es einfach machte: Bereits in der achten Minute wurde er vom Schiedsrichter vom Platz gestellt (3:3).

### Stuttgarter Jahre
Im Sommer 1947 startete Herberger ein Engagement beim VfB Stuttgart und zog nach Bad Cannstatt. Im Neckarstadion spielten die US-Soldaten zu der Zeit noch Baseball. Im September wurde die Saison eröffnet. Herbergers VfB hielt sich in der Spitzengruppe abwechselnd auf dem 5. bis 8. Platz. Den Höhepunkt der Vorrunde bildete der innerstädtische „Lokalkampf“ gegen die Stuttgarter Kickers, den der VfB Stuttgart mit 4:3 für sich entschied. Herberger bewies sich als Stammspieler „selbstbewußt und stark“. Die Allgemeine Sportzeitung schreibt zum Spiel am 6. April 1948 gegen den VfB Mühlburg: „Überraschend war, dass die Stuttgarter nach dem Mühlburger Führungstor mehr oder weniger resignierten und nur […], Herberger […] in der Läuferreihe […] großes Können bis zur Schlußminuten bewahrte[n]“. Am Ende des Spieljahres belegte der VfB Stuttgart den 5. Platz.
Trotz wiederholter Mahnungen der FIFA organisierten Militärregierung und SFV am 10. Oktober 1948 drei so genannte „Internationale Städtespiele“, zu denen drei Schweizer Städteteams nach München, Karlsruhe und Stuttgart reisten. Herberger war Teil der Stuttgarter Stadtauswahl die gegen Zürich spielte.
In Herbergers zweiten Jahr in Stuttgart lag der VfB nach Absolvierung des ersten Drittels der Runde bereits auf dem fünften, nach Abschluss der Vorrunde auf dem vierten Platz der Tabelle. Nach dem 1. Mai kam der VfB jedoch fast nur noch zu Niederlagen. Eine Mehrheit der Spieler war in dieser Zeit Vertragsspieler geworden, die für ihre Leistung eine Entschädigung bezogen und teilweise Vereinswechsel planten. Am Ende belegte der VfB Stuttgart den 6. Platz. Nach der Runde 1948/49 klagte der VfB in seinen Vereinsnachrichten: „In unserer Mannschaft befanden sich einige Spieler, die allzusehr vor dem Gotte Mammon kriechen und darob jede männliche Haltung und jede sportliche Würde vergessen. Sie wollten unter der Drohung des Vereinswechsels ihren seitherigen Verein unter Druck setzen, wobei sie gleichzeitig mit dem Nachbarverein verhandelten, der sich zufällig im Druck befand“. Ob Herberger auch zu diesem Kreis gehörte, ist nicht bekannt. Neben Langjahr und Deyhle wechselte auch Herberger nach dieser Saison nach Degerloch zu den Stuttgarter Kickers.
1949/50 spielte Herberger im letztmals auf gesamtdeutschem Gebiet ausgetragenen Länderpokal neben Toni Turek, Robert Schlienz und Siegfried Kronenbitter mit der Auswahl Nordwürttembergs gegen Sachsen-Anhalt (7:1) im Achtelfinale sowie gegen Hamburg (1:2) im Viertelfinale („Das Glanzstück jedoch ist der eiskalte Stopper Herberger, ein Vetter Seppl Herbergers übrigens, ein rothaariger Naturbursche von besonderer spielerischer Eigenart. Er wird für den Hamburger Innensturm das schwerste Bollwerk bilden“).

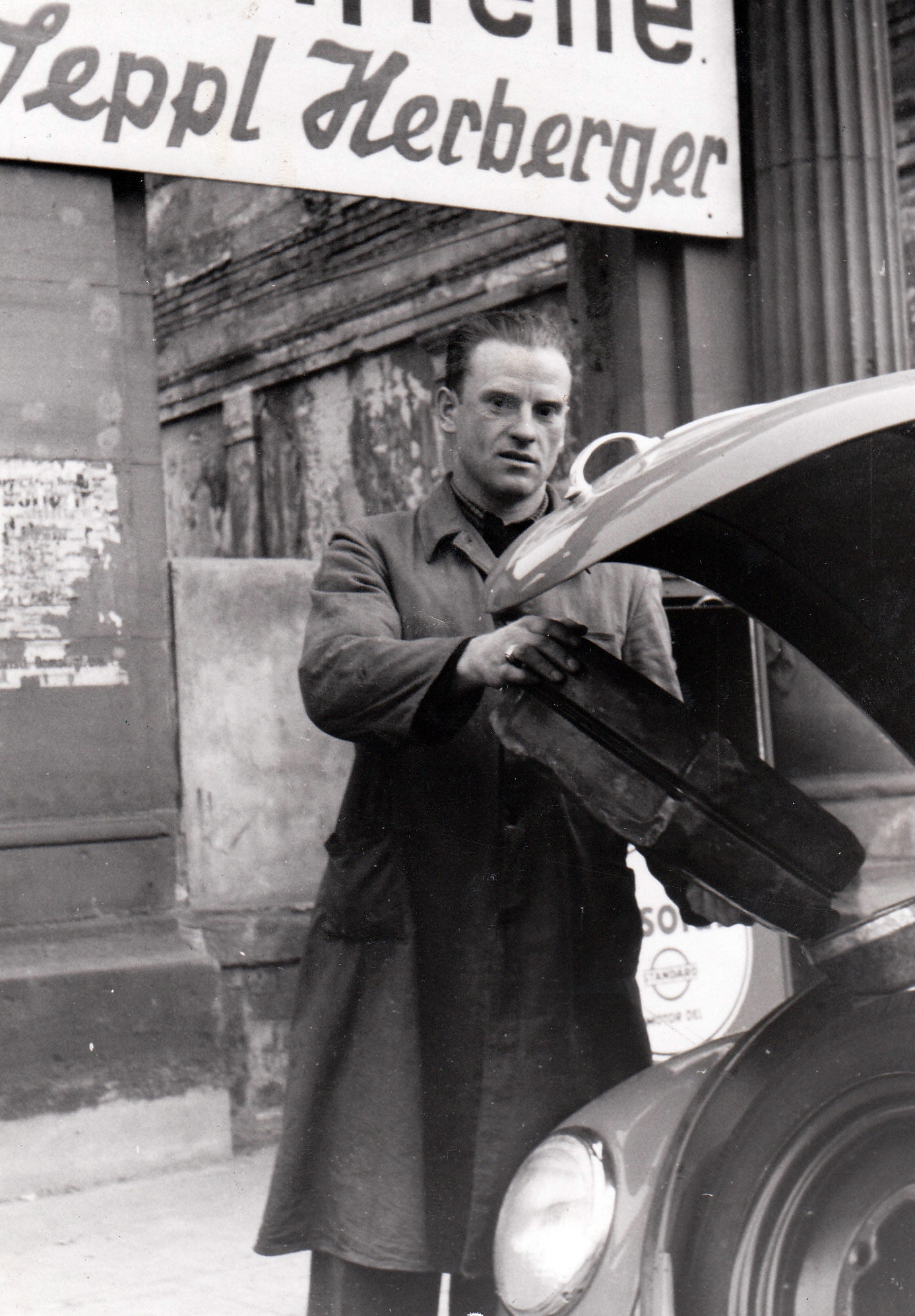
Herberger vor seiner Tankstelle „Seppl Herberger“ am Stuttgarter Neckartor (1949).

Kickers-Trainer in Herbergers glückloser Debütsaison in Degerloch wurde der gebürtige Karlsruher Emil Melcher, der bis 1943 auch ein Assistent von Reichstrainer Sepp Herberger gewesen war. Johann Herberger konnte sich schnell in das neue Team einbinden. Schon am dritten Spieltag (Stuttgarter Kickers – SpVgg Fürth 1:1, 25. September 1949) schrieb die Presse: „Vetter lieferte eine feine Partie und wurde lediglich von Herberger als Mittelläufer übertroffen, der zusammen mit seinem rechten Assistenten, Siegfried Kronenbitter, das Hauptverdienst am Remis hat.“ In 16 Partien mussten sich die Kickers jedoch geschlagen geben. Resignation („Langjahr und Herberger sind zwar immer noch ‚da‘, aber man sieht leider nicht mehr, was sie früher einmal konnten […] Wir glauben, den Degerlochern keine allzu großen Hoffnungen für die Zukunft machen zu können“) wechselte mit Frustration („Das schnelle, meist direkte Abspiel mit verwirrendem Positionswechsel stockte heute gegen die vielbeinige Kickers-Abwehr erstaunlich oft. Gewiss taten die Männer um den schlagsicheren, beweglichen und imponierend fair stoppenden Herberger oft des Guten zuviel“). Die Unsicherheit auf Seiten der Degerlocher wuchs im Verlauf der Saison. Im Januar 1950 führten die Kickers mit 4:1 in der Partie gegen Schwaben Augsburg, beendeten das Spiel aber nur mit einem 4:4-Unentschieden. Ein erneuter Tiefpunkt folgte am 5. März 1950. Beim Auswärtsspiel gegen den VfR Mannheim führten Herbergers Kickers mit 1:0 durch einen Treffer von Sälzler in der 8. Minute. Die Mannheimer drehten zunächst das Spiel auf 2:1, bevor die Blau-Weißen wieder zum 2:2 in der 56. Minute ausgleichen konnten. Nachdem die vier Kickers-Spieler Sälzler, Kronenbitter, Fauser und Stehlik aufgrund von Verletzungen nicht mehr spielen konnten und Herberger sowie Langjahr aufgrund von Schiedsrichter-Beleidigungen vom Platz gestellt wurden, brach der Kickers-Kapitän Edmund Conen das Spiel von Seiten der Stuttgarter ab. Der Vater des Spielers Gottfried Sälzler, der das erste Tor für die Kickers erzielte, erregte sich darüber so sehr, dass er wenige Stunden darauf an einem Herzschlag starb. Im Sommer 1950 mussten die Kickers schließlich als Tabellenletzter zum ersten Mal in ihrer Vereinsgeschichte den Weg in die zweite Spielklasse antreten. Lokalrivale VfB Stuttgart wurde derweilen erstmals Deutscher Fußballmeister.

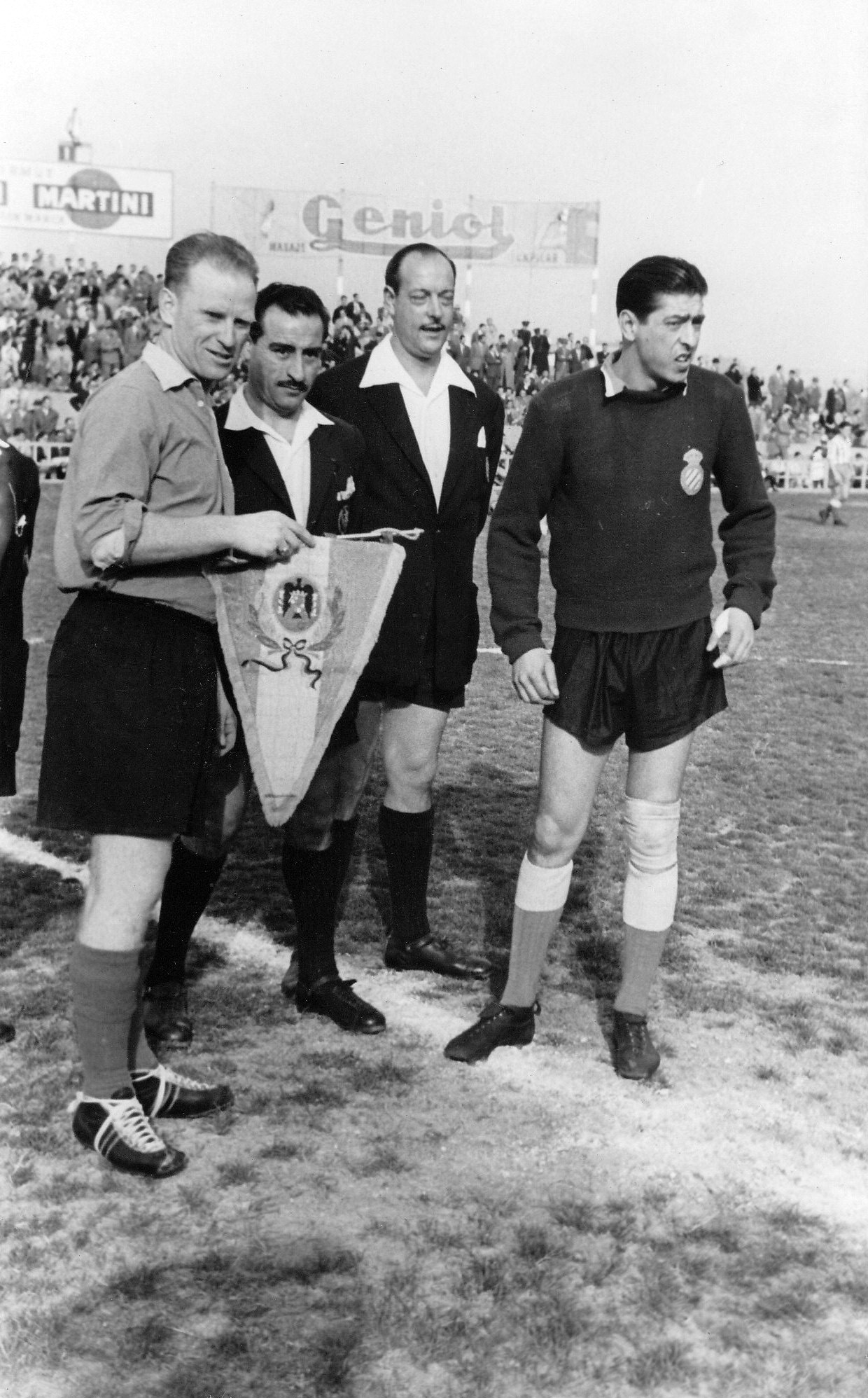
Herberger als Spielführer der Stuttgarter Kickers beim Freundschaftsspiel gegen Espanyol Barcelona (1953).

Hauptberuflich führte Herberger in den Jahren 1949 und 1950 am Stuttgarter Neckartor als Pächter die Tankstelle „Seppl Herberger“.
In der II. Division gelang Herberger insbesondere viele Elfmetertore. Am 1. und 3. Spieltag verwandelte er zunächst jeweils einen Handelfmeter gegen Hessen Kassel (2:2) bzw. gegen den Freiburger FC (5:1) und im Spiel gegen den 1. FC Pforzheim war er mit drei Elfmetertoren (Endergebnis 6:3) innerhalb einer Partie erfolgreich. Mit einem großen Vorsprung vor einem Nichtaufstiegsplatz und einem 10:1-Kantersieg gegen den Vorletzten VfL Konstanz am letzten Spieltag, gelang Herberger mit den Stuttgartern der sofortige Wiederaufstieg.
In der Saison 1951/52 schloss Herberger mit den Stuttgartern die Spielrunde trotz starkem Start nur auf dem 12. Platz ab. In der anschließenden Sommerpause 1952 unternahm Herberger mit den Kickers eine USA-Reise. Im Rahmen dieser „Tournee“ wurden mehrheitlich Freundschaftsspiele gegen heimische Mannschaften ausgetragen. Das erste Spiel gegen eine Auswahlelf der „German-American Soccer League“ (GASL), damals eine der Keim- und Machtzellen der United States Soccer Football Association, lockte 25.000 Zuschauer (4:3). Mit 2:5 (2:3) unterlagen die Blau-Weißen im Spiel gegen den englischen Meister Manchester United. Bei einem Treffen am 17. Mai 1952 in Philadelphia lernte Herberger seine spätere dritte Ehefrau, Martha (1928–2015) kennen.
Im 4. Spieljahr Herbergers bei den Stuttgarter Kickers gelang dem Team nach Siegen gegen den Karlsruher SC, Eintracht Frankfurt und BC Augsburg der Einzug in das Viertelfinale um den süddeutschen Pokal, wo die Blau-Weißen jedoch dem 1. FC Nürnberg mit 1:2 unterlagen. In der Oberliga konnten die Stuttgarter den Klassenerhalt sichern. Am 24. August 1952 sendete der Rundfunk erstmals bundesweit von vier Oberligaspielen, darunter auch die Partie des 1. FC Nürnberg gegen Herbergers Kickers, die das Spiel mit 5:2 gewannen. Im Oktober 1952 fehlte Herberger aufgrund einer Verletzung kurzzeitig, so dass Lechler auf seine Position rückte.
1952/53 bestritt „der schmucklos wirkungsvolle Herberger“ schließlich seine letzte Saison in der Oberliga Süd und beendete am 26. April 1953 (30. Spieltag) bei der 0:2-Niederlage gegen die bereits als Absteiger feststehende Fußballabteilung der TSG Ulm 1846 sein letztes Spiel als aktiver Fußballer.
Im gleichen Jahr arbeitete Herberger als Talentspäher für die Stuttgarter Kickers. Unter anderem vermittelte er in dieser Funktion Rolf Geiger vom FV Salamander Kornwestheim nach Stuttgart. Später warb er für Geiger auch bei Bundestrainer Sepp Herberger: „Ich freue mich ganz besonders, dass es Rolf Geiger jetzt geschafft hat, obwohl viele von den Kickers es nie geglaubt haben, wenn ich seine Zukunft voraussagte. Auch mein Onkel wollte es nicht glauben, obwohl ich ihn in Hohensachsen angerufen und ihm Geiger für die Olympiaauswahl empfohlen habe. Er hat ihn wohl eingeladen zum Lehrgang, aber da hat man ihn gar nicht beachtet.“ Geiger kam zwischen 1956 und 1964 zu acht Länderspieleinsätzen, in denen er zwei Tore erzielte.

### Nationalmannschaft
Für die A-Nationalmannschaft bestritt Herberger nie ein Länderspiel, obwohl er von 1937 bis 1944 regelmäßig an Lehrgängen dieser teilnahm. Trotz der Verwandtschaft erfuhr Reichstrainer Herberger erst durch den Sportlehrer Ferdinand Fabra von der Existenz seines fußballspielenden Neffen. Vom 26. März bis 2. April 1944 nahm Herberger in Luxemburg am DFB-Lehrgang „zum Zwecke eines ersten Wiederanfangs beim Aufbau einer Fußballnationalmannschaft“ teil. Zu diesem letzten DFB-Lehrgang vor Kriegsende berief der Reichstrainer neben seinem Neffen u. a. auch den FCK-Gastspieler Heinz Jergens und die Spieler Bauchrowitz und Werner Kohlmeyer. Abgeschlossenen wurde der Kursus – eigentlich ein Nachwuchslehrgang – mit einem Spiel gegen eine Auswahlmannschaft des Mosellandes in dem neben Herberger u. a. Max Morlock, Fritz Walter und Hermann Eppenhoff zum Einsatz kamen. Ein A-Länderspieleinsatz blieb Herberger allerdings verwehrt. Reichstrainer Sepp Herberger wollte den Eindruck von Vetternwirtschaft durch das Aufstellen eines Verwandten nicht aufkommen lassen, so soll er einmal über seinen Verwandten gesagt haben: „Wenn ich dich aufstelle, dann heißt es gleich, das ist doch sein Neffe. Deshalb musst du doppelt so gut sein wie die anderen“. Nicht zuletzt war der internationale Spielbetrieb 1942 eingestellt worden. Als die deutsche Nationalelf im Rahmen der Qualifikation zur Weltmeisterschaft 1954 gegen die des Saarlandes spielte, beriet Johann Herberger seinen Onkel im Vorfeld des Spiels, da er die Saarländer bereits aus seiner Spielerzeit kannte.

## Trainerkarriere
Herberger nahm sein erstes Traineramt in Geislingen an der Steige beim dort ansässigen SC Geislingen wahr, dessen Spieler er in Personalunion auch war. Die Geislinger spielten in der 1. Amateurliga Württemberg. Sein Clubhaus hatte der Verein Anfang der 1950er ausgebaut, eine Tagesgaststätte mit zwei Wohnungen und einen weiteren Trainingsplatz geschaffen. Nur langsam konnte die Mitgliederzahl von 174 aus dem Jahr 1939 wieder erreicht werden: 80 Spieler waren gefallen. Stolz war der Verein auf die „erste Flutlichtanlage Württembergs“. Die Geislinger erreichten nur einen 14. und einen 12. Platz unter Herberger: „Herberger ging mit Schneid und Arbeitsfreunde an sein neues Amt. Doch Fortuna war seiner Tätigkeit nicht hold gesinnt. Es stellten sich zwar die Anfangs-, nicht aber die dauernden Erfolge ein“. Mit einem 3:0-Sieg gegen den VfR Aalen setzten die Geislinger den Schlussstrich unter die Saison 1954/55 und Herbergers Amtszeit.
Fasziniert von seiner USA-Reise mit den Stuttgarter Kickers, wanderte Herberger 1956 in die Vereinigten Staaten nach New York aus. Seine bis dahin geführte Toto-Annahmestelle in Stuttgart, gab er auf. Herberger, der seine Fußballaktivitäten nebenberuflich ausübte, arbeitete für ein Mineralölunternehmen, leitete eine Tankstelle und lebte mit seiner nunmehr dritten Ehefrau in Glendale, Queens. In den USA nannte er sich fortan „John“. August Steuer, Vorsitzender der German-American Soccer Association, Ligachef und Herausgeber einer Zeitung, wurde eine Art Mentor und Ziehvater Herbergers. Steuer war „Honorary Commissioner of Public Events“ der Stadt New York und später ein Berater im Gebiet der Immigration unter Präsident Lyndon B. Johnson.
Seine erste Trainerstelle in den USA beim 1. New York Sport Club vermittelte Steuer durch die German-American Soccer Association. Für den Stadtbezirksverein DSC Brooklyn war er kurz darauf Spielertrainer – bis 1964. Herbergers DSC Brooklyn spielte in der German American Soccer League (GASL), einer der beiden großen Ostküsten-Ligen zu jener Zeit, die das Fan-Monopol im Staaten-Dreieck New York, New Jersey und Connecticut besaß. Auch in der konkurrierenden American Soccer League war Herberger engagiert. Der US-Fußball war in jenen Jahren eng verwoben mit der europäischen Emigrantenkultur, was sich in Namensgebung der Mannschaften erkennen ließ, die sich oft aus einer bestimmten ethnischen Gruppe zusammensetzte. Herberger war in seinen ersten Jahren zunächst gut integriert in die Community von immigrierten Donauschwaben und Ungarndeutschen. In der ersten Saison 1956/57 übernahm Herberger den DSC Brooklyn auf Tabellenplatz fünf der zweitklassigen Premier Division South. Nach Platz vier in der folgenden Saison stieg der DSC als Tabellenerster 1958/59 in die Major Division auf. Im ersten Jahr erreichte der DSC Platz vier von zehn. 1962/63 stieg Brooklyn als Tabellenletzter ab, der direkte Wiederaufstieg folgte ein Jahr später.
Herberger war gleichzeitig Trainer der Auswahlmannschaft der GASL, die sich aus den besten Spielern dieser Liga zusammensetzte. 1964 war Herberger auch noch bei New York Hota als Spielertrainer aktiv. Als Trainer der GASL-Auswahlmannschaft konnte er am 5. Mai 1957 einen Achtungserfolg gegen den 1. FC Kaiserslautern feiern, als er mit seinen „GAL All Stars“ im Stadion auf Randalls Island, New York, vor 26.000 Zuschauern mit 1:0 gewann. In den Reihen der Pfälzer spielten vier Weltmeister von 1954. Die Pfälzer kamen auf Einladung der German-American Soccer Association unter der Begleitung des Bundestrainers Sepp Herberger nach New York. Diese Niederlage blieb die einzige der Pfälzer, die danach alle übrigen Partien in den USA gewannen. Von „[Josef] Herbergers Glückwunsch für [Johann] Herberger“ berichtete die Zeitung „Rheinpfalz“ aufgrund der Verwandtschaft der beiden Trainer. Auch der Karlsruher SC musste sich 1961, der Hamburger SV 1964 Herbergers Team geschlagen geben.
Mit einer Auswahlmannschaft der German-American Soccer League, den „Junior-All-Stars“, begann Herberger im Juli/August 1960 eine Gastspielreise in die Bundesrepublik. Dabei schlugen die Amerikaner Eintracht Frankfurt, den deutschen Fußballmeister des Vorjahres, mit 6:5. Zur Pause führte die favorisierte Eintracht mit 5:1 gegen die Auswahl des Deutsch-Amerikanischen Fußballverbandes. Erst in der letzten Spielminute gelang den Amerikanern der 6:5-Siegtreffer, nachdem diese die Abwehrschwächen der Frankfurter erkannten und das Spiel eine Wende nahm („Wer nicht dabei war, glaubt es nicht. Mein Nachbar fragte nach 28 Minuten: Wieviel haben die Amerikaner in Berlin verloren, 7:1? Die bekommen ja hier 15 Sachen! Es stand immerhin 5:1, und die Eintracht hatte gespielt, dass es eine Pracht war. Dass die Gäste aus Übersee etwas vom Fußball verstanden, dürfte auch dem letzten der 5000 Zuschauer beim Schlußpfiff klar geworden sein. Eine solche Sensation gibt es in Jahren nur einmal“.) Nach der erfolgreichen Gastspielreise wurden u. a. die teilnehmenden Spieler Kenneth Finn, Joseph Krische und Carl Fister noch im gleichen Jahr in die US-Nationalmannschaft berufen.
Im Sommer 1961 koordinierte Herberger die Auswahlmannschaft des Badischen Fußballverbandes bei deren Besuch in den USA. In „Anerkennung der hervorragenden Verdienste um den Fußballsport“ erhielt er dabei vom Verband die Ehrennadel in Silber verliehen.
Am 17. Juni 1962 trat Herberger vor 7.000 Zuschauern in Randall's Island Stadium mit seiner GASL-Auswahlmannschaft gegen die deutsche Fußballnationalmannschaft an, die sich nach dem Ausscheiden bei der Weltmeisterschaft 1962 auf der Rückreise nach Deutschland befand und in New York Station machte. Die Amerikaner gingen bereits in der sechsten Minute durch Carl Fister in Führung, mussten sich letztlich aber mit 2:7 geschlagen geben. Neben Heinz Strehl, der vier Tore erzielte, kamen auf Seiten der Deutschen u. a. auch Uwe Seeler und Willi Koslowski zum Einsatz.

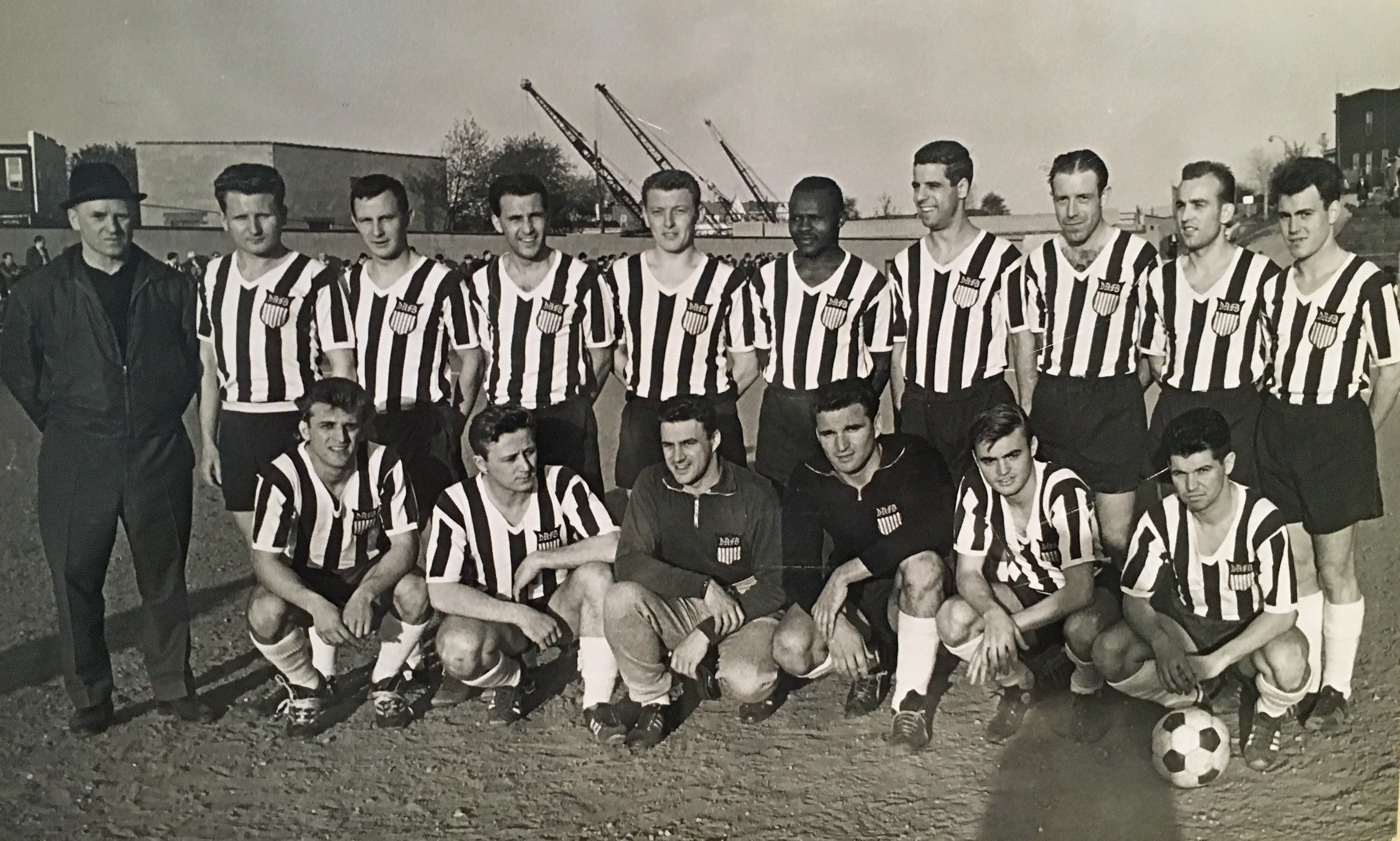
Herberger als Auswahltrainer der German American Soccer League in New York (1960er).

1962 betreute Herberger die Mannschaft des SSV Reutlingen in den USA, die ebenso einer Einladung der Amerikaner gefolgt war und an der International Soccer League teilnahm. Nach dem Spiel gegen Hajduk Split verbrachte die Mannschaft einen Abend beim DSC Brooklyn, bei dem Herberger die silberne Ehrennadel des SSV Reutlingen erhielt. Die Reutlinger reisten mit 16 Spielern in die USA, darunter Weltmeister Ulrich Biesinger und Nationalspieler Karl Bögelein.
Am 19. Mai 1963 gewann Schalke 04 mit 3:1 im New Yorker Downing Stadium gegen Herbergers Auswahl vor knapp 14.000 Zuschauern.
Für ein Länderspiel betreute Herberger als offizieller Auswahltrainer die US-amerikanische Nationalmannschaft, die am 26. Mai 1964 im New Yorker Downing Stadium vor 5.000 Zuschauern in einem Freundschaftsspiel gegen die Auswahl Englands mit 0:10 verlor. Der spätere Weltmeister spielte u. a. mit Gordon Banks, Roger Hunt (der im Spiel 4 Tore schoss) und Jack Charlton. Vor Herbergers kurzem Engagement hatte die US-Nationalmannschaft von 1961 bis 1964 keinen hauptamtlichen Trainer und bestritt in den Jahren 1962 und 1963 kein A-Länderspiel. George Meyer trainierte ein Auswahlteam 1964 bei der Qualifikation für die Olympischen Spiele in Tokio, welche aber nach den Niederlagen gegen Suriname (0:1) und Mexiko (1:2) nicht gelang. Die Spieler der Olympiaqualifikation stammten mehrheitlich aus der Gegend von St. Louis und wurden von Herberger nahezu komplett ersetzt. Herberger vertraute Spielern aus der GASL und ASL aus dem New Yorker Raum und Philadelphia, die der Aufgabe aber nicht gewachsen waren (“I was somewhat experienced in playing a few foreign teams, but I never expected to play against England. I was shocked and surprised to be on the same field as Bobby Charlton […]. The English players were all in extremely good shape. […] At the end of the game, my legs were so sore that I could hardly even walk. We weren’t prepared for such a game”.).
Herberger blieb in den 1960er Jahren weiterhin einer der Betreuer der US-Nationalmannschaft, wobei ihm seine offizielle Rolle oft selbst nicht bekannt war und eine klare Benennung des Cheftrainers von Seiten des chaotisch agierenden Verbandes oft erst sehr spät erfolgte.
1965 war Herberger als Trainer in der International Soccer League (ISL) beschäftigt, einer Fußballliga in den Vereinigten Staaten, die von 1960 bis 1965 bestand. Aufgeteilt in zwei Gruppen spielten in ihr jährlich in der Sommerpause wechselnde, renommierte europäische Mannschaften. Herberger trainierte die „New York Americans“, abermals eine Auswahlmannschaft der „German-American Soccer League“. Mit dem Team konnte er West Ham United zweimal geschlagen sowie Portuguesa aus Brasilien. Im Finale wurden die Amerikaner von Polonia Bytom, dem polnischen Meister von 1962 besiegt (1:5 nach Hin- und Rückspiel).

## Rückkehr nach Deutschland
Mit 51 Jahren kehrte Herberger im Herbst 1970 mit seiner Frau nach Deutschland zurück, da es ihm dort „zuletzt nicht gefallen“ hatte und er mit der Kommerzialisierung des US-Fußballs nicht einverstanden war. Im Juni 1970 verlieh man ihm in New York noch den „Honor Pin in Gold for extraordinary and faithful service rendered to the Sport of Soccer“. Mit seiner Frau zog er nach Altbach im Landkreis Esslingen im Regierungsbezirk Stuttgart.
Zur Saison 1972/73 wurde Herberger Vorstand der Vertragsspielerabteilung der Stuttgarter Kickers. Die Stuttgarter spielten in der zweitklassigen Regionalliga Süd und waren in der Vorsaison Elfter geworden. Mit Herberger und Trainer Willibald Hahn, der 1957 mit Bayern München Pokalsieger wurde, startete die Mannschaft erfolgreich, fiel dann jedoch in der Rückrunde auf den 8. Tabellenplatz zurück. Für die „Furchtbar Alten Kickers Leichtathleten“ (FUAKL), einer repräsentativen Alte Herren-Mannschaft, trat Herberger im Stuttgarter Umland auch noch als Fußballer an.
Im Rahmen der ICE-Namensgebung zum 100-jährigen Geburtstag von Sepp Herberger am 18. April 1997 traf er noch einmal auf ehemalige Weggefährten wie Fritz Walter.
In Altbach lebte er mit seiner Frau bis zu seinem Tod am 13. Juni 2002.

## Erfolge

### Als Spieler
- Zweiter der Meisterschaft 1943
- Dritter der Meisterschaft 1942, 1944
- Gaumeister Hessen 1940, Berlin-Brandenburg 1942, Westmark 1943, Nordbayern 1944
- Auswahlspieler Gau Baden, Gau Westmark, Stadtauswahl Berlin, Stuttgart, Nürnberg, Landesauswahl Baden und Landesauswahl Württemberg.
- Teilnahme an DFB-Lehrgängen der A-Nationalmannschaft 1937–1944.

### Als Trainer
- Zweiter der International Soccer League 1965 (mit New York Americans)